# Enrique Figuerola
Pour les articles homonymes, voir Figuerola.
Enrique Figuerola Camue, né le 15 juillet 1938 à Santiago de Cuba, est un athlète cubain spécialiste du sprint.
Il participa à trois reprises aux Jeux olympiques. En 1960 il échoua au pied du podium du 100 m, dans le même dixième que le troisième. Aux Jeux olympiques d'été de 1964 à Tokyo, il remporta l'argent sur 100 m derrière l'américain Robert Hayes. Aux Jeux olympiques d'été de 1968 à Mexico, il remporta encore l'argent mais cette fois-ci en relais 4 × 100 m avec ses compatriotes Hermes Ramírez, Juan Morales et Pablo Montes derrière le relais américain.
Il est le premier athlète cubain à détenir un record du monde, lorsqu'il réalise 10 s 0 en 1967 sur 100 m.

## Palmarès
| Date | Compétition                              | Lieu      | Résultat | Épreuve   | Performance |
| ---- | ---------------------------------------- | --------- | -------- | --------- | ----------- |
| 1959 | Jeux panaméricains                       | Chicago   | 3e       | 100 m     | 10 s 5      |
| 1960 | Jeux olympiques                          | Rome      | 4e       | 100 m     | 10 s 3      |
| 1961 | Universiade                              | Sofia     | 1er      | 100 m     | 10 s 38     |
| 1963 | Jeux panaméricains                       | São Paulo | 1er      | 100 m     | 10 s 46     |
| 1963 | Universiade                              | Sofia     | 1er      | 100 m     | 10 s 34     |
| 1963 | Universiade                              | Sofia     | 2e       | 4 × 100 m | 41 s 37     |
| 1964 | Jeux olympiques                          | Tokyo     | 2e       | 100 m     | 10 s 2      |
| 1966 | Jeux d'Amérique centrale et des Caraïbes | San Juan  | 1er      | 100 m     | 10 s 2      |
| 1966 | Jeux d'Amérique centrale et des Caraïbes | San Juan  | 3e       | 200 m     | 21 s 5      |
| 1966 | Jeux d'Amérique centrale et des Caraïbes | San Juan  | 3e       | 4 × 100 m | 40 s 6      |
| 1968 | Jeux olympiques                          | Mexico    | 2e       | 4 × 100 m | 38 s 40     |

## Records
| Épreuve | Performance          | Lieu      | Date             |
| ------- | -------------------- | --------- | ---------------- |
| 100 m   | 10 s 23 (électrique) | Mexico    | 14 octobre 1968  |
| 100 m   | 10 s 0 (manuel)      | Budapest  | 17 juin 1967     |
| 200 m   | 20 s 5               | La Havane | 12 décembre 1965 |